# Gregori II d'Agrigent

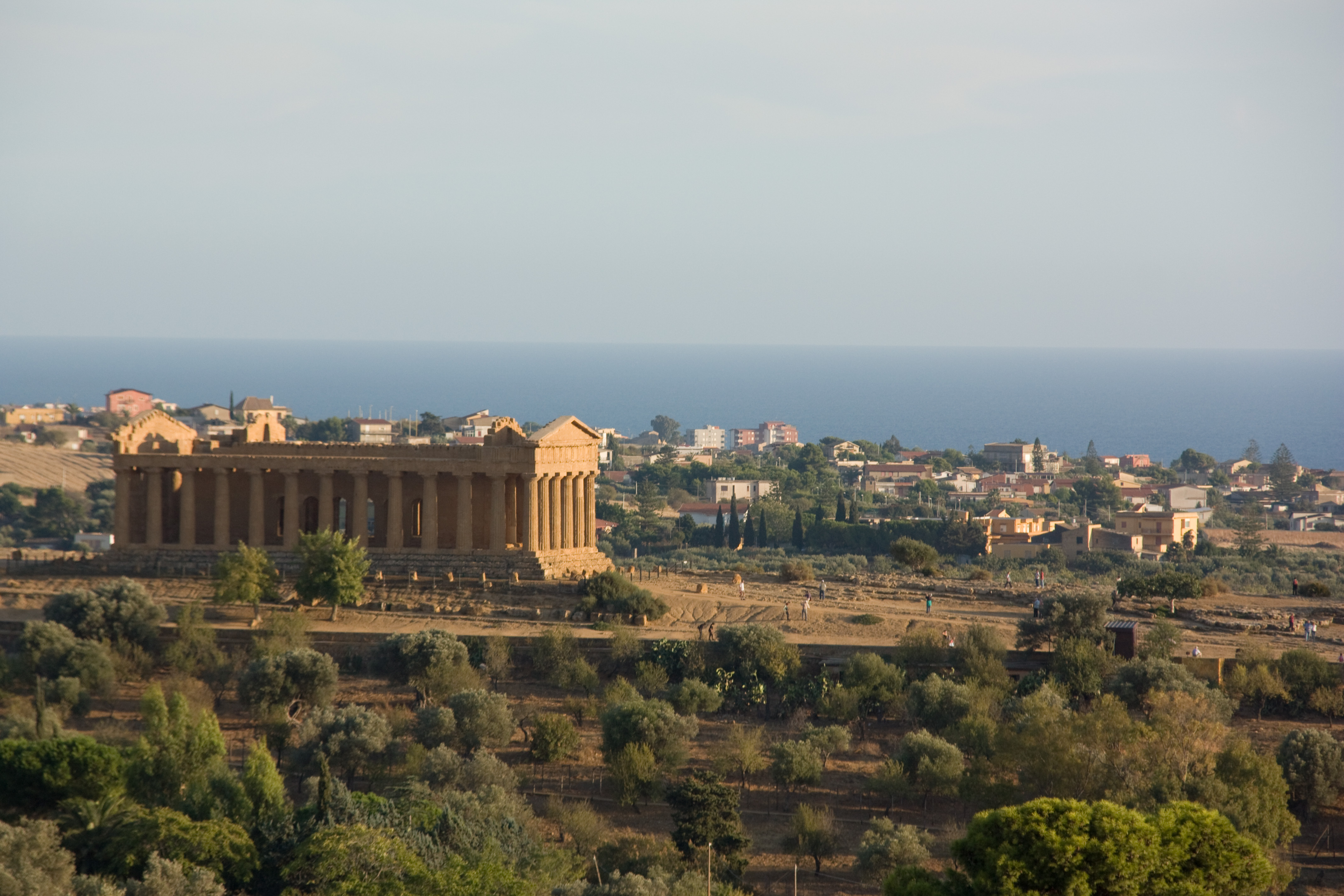
Temple de la Concòrdia, consagrat per Gregori com a església, i la ciutat

Gregori d'Agrigent o Gregori Agrigentí (prop d'Agrigent, 559 - 23 de novembre de 630) va ser un dels més eminents eclesiàstics del segle vi. És venerat com a sant per les esglésies catòlica i ortodoxa, amb festivitat el 23 de novembre, tot i que al calendari litúrgic de Sicília se celebra el 25 de novembre. En 2005 va ser proclamat patró de la conservació dels béns arqueològics, especialment els arquitectònics, pel fet que la consagració del temple grec de la Concòrdia va fer que es conservés millor al llarg del temps.

## Biografia
Nascut a Agrigent potser l'any 559, era fill de Caritó i de Teodota, que als dotze anys el van destinar a la carrera eclesiàstica. Durant la seva educació va voler fer pelegrinatge a Terra Santa i, en 578, sense que els seus pares ho sabessin, va marxar a Cartago, d'on va peregrinar a Jerusalem amb tres monjos romans. Allà es va retirar per fer vida eremítica durant quatre anys, i en 584 va tornar a Jerusalem. Segons Simeó Metafrastes el patriarca Macari II de Jerusalem el va ordenar diaca. Després va anar a Antioquia i a Constantinoble, on l'emperador Maurici el va convidar a formar part d'un concili de bisbes orientals on es discutirien algunes heretgies. Segons Nicèfor Cal·list Xantopul era considerat excel·lent en eloqüència i santedat pels seus contemporanis.
Gregori va marxar després cap a Roma, on el papa el va nomenar bisbe de la seu vacant d'Agrigent. Allà hi va tornar l'any 591 i va dur a terme una important tasca evangèlica i d'ajut als necessitats. Dos dels candidats eliminats en l'elecció episcopal, Sabí i Crescentí, van subornar una prostituta perquè acusés Gregori de fornicació. El bisbe va marxar llavors a Roma i empresonat, però el papa i un concili de bisbes el van trobar innocent i va tornar a Agrigent.
Allà va construr el temple dedicat als sants Pere i Pau en 595, i va consagrar com a església l'antic Temple de la Concòrdia, d'origen grec. Va fundar col·legis per a la instrucció de les dones d'Agrigent, amb el suport de la seva mare. Va morir a Agrigent el 23 de novembre del 564. El Codex Basilianus II sembla indicar que va morir en algun lloc d'Hispania, on havia anat en missió, però la majoria de fonts indiquen que va morir a la seva diòcesi.

## Obres
La seva vida la va escriure en grec Lleonci, prevere i abat de Sant Saba, i també en va parlar Simeó Metafrastes. Una versió llatina de l'obra d'aquest últim autor li atribueix gran quantitat de miracles.
Les seves obres conegudes van ser: 
1. Orationes de Fidei dogmatibus ad Antiochenos ('Oracions sobre els dogmes de la fe als antioquens').
2. Orationes tum ad docendum tum ad laudandum editae Constantinopoli ('Oracions tant per l'ensenyament com per la lloança, editades a Constantinoble').
3. Conciones ad Populum de Dogmatibus ('Sermons al polble sobre dogmes')
4. Commentarius in Ecclesiasten ('Comentaris a l'Eclesiastès'). Aquest llibre, que es trobava manuscrit a Roma, es va perdre.

Molt docte en astronomia va sostenir la teoria del moviment de la terra al voltant del sol. Va plantejar i resoldre molts problemes de física i medicina.